# Henry Meigs
Henry Meigs (* 28. Oktober 1782 in New Haven, Connecticut; † 20. Mai 1861 in New York City) war ein US-amerikanischer Jurist und Politiker. Zwischen 1819 und 1821 vertrat er den Bundesstaat New York im US-Repräsentantenhaus.

## Werdegang
Henry Meigs, Sohn von Clara Benjamin und Josiah Meigs, wurde im letzten Jahr des Unabhängigkeitskrieges in New Haven geboren und wuchs dort auf. Er besuchte Gemeinschaftsschulen und graduierte 1799 am Yale College. Meigs studierte Jura und begann nach dem Erhalt seiner Zulassung als Anwalt in New York City zu praktizieren. Während des Britisch-Amerikanischen Krieges diente er als Adjutant. Nach dem Krieg saß er 1818 in der New York State Assembly. Politisch gehörte er der von Thomas Jefferson gegründeten Demokratisch-Republikanischen Partei an.
Bei den Kongresswahlen des Jahres 1818 wurde Meigs im zweiten Wahlbezirk von New York in das US-Repräsentantenhaus in Washington, D.C. gewählt, wo er am 4. März 1819 die Nachfolge von William Irving und Peter H. Wendover antrat, welche zuvor zusammen den zweiten Distrikt im US-Repräsentantenhaus vertraten. Da er im Jahr 1820 auf eine erneute Kandidatur verzichtete, schied er nach dem 3. März 1821 aus dem Kongress aus. Während seiner Zeit als Kongressabgeordneter hatte er den Vorsitz über das Committee on Expenditures on Public Buildings.
Danach war er in den Jahren 1832 und 1833 Präsident im Board of Aldermen von New York City. Meigs war Richter in einen der Gerichtsbezirke von New York City und nachher Rechtsreferendar (clerk) am Court of General Sessions. Er wurde zum Protokollsekretär (recording secretary) am American Institute of the City of New York gewählt, eine Stellung, die er bis zu seinem Tod am 20. Mai 1861 innehatte. Sein Leichnam wurde auf dem St. Ann’s Churchyard in Perth Amboy beigesetzt.